# World Amateur Golf Ranking
De World Amateur Golf Ranking is een rangorde van de beste amateurgolfers van de wereld staan. Aangezien amateurs geen geld verdienen met hun overwinningen, is deze lijst gebaseerd op een puntenstelsel.
De WAGR bestaat sinds 23 januari 2007 en werd ingesteld door de R&A. Deze organisatie is de overkoepelende organisatie voor amateurgolfers buiten de Verenigde Staten en Mexico. 
Elke week wordt de lijst vernieuwd, ruim 750 toernooien tellen mee voor de ranking. De positie van een speler is een gemiddelde over de laatste 52 weken. De toernooien waarmee de meeste punten behaald kunnen worden zijn het Brits Amateur, het Amerikaans Amateur en het Europees Amateur Kampioenschap.
Een dergelijke lijst voor professionals heet de Official World Golf Ranking. Het is vooral een hulpmiddel om te bepalen wie aan het Brits Open mag meedoen en de teams samen te stellen voor de Bonallack Trophy, de Ryder Cup en dergelijke.

## Nummer 1
Sinds 23 januari 2007 hebben de volgende spelers op de eerste plaats gestaan:

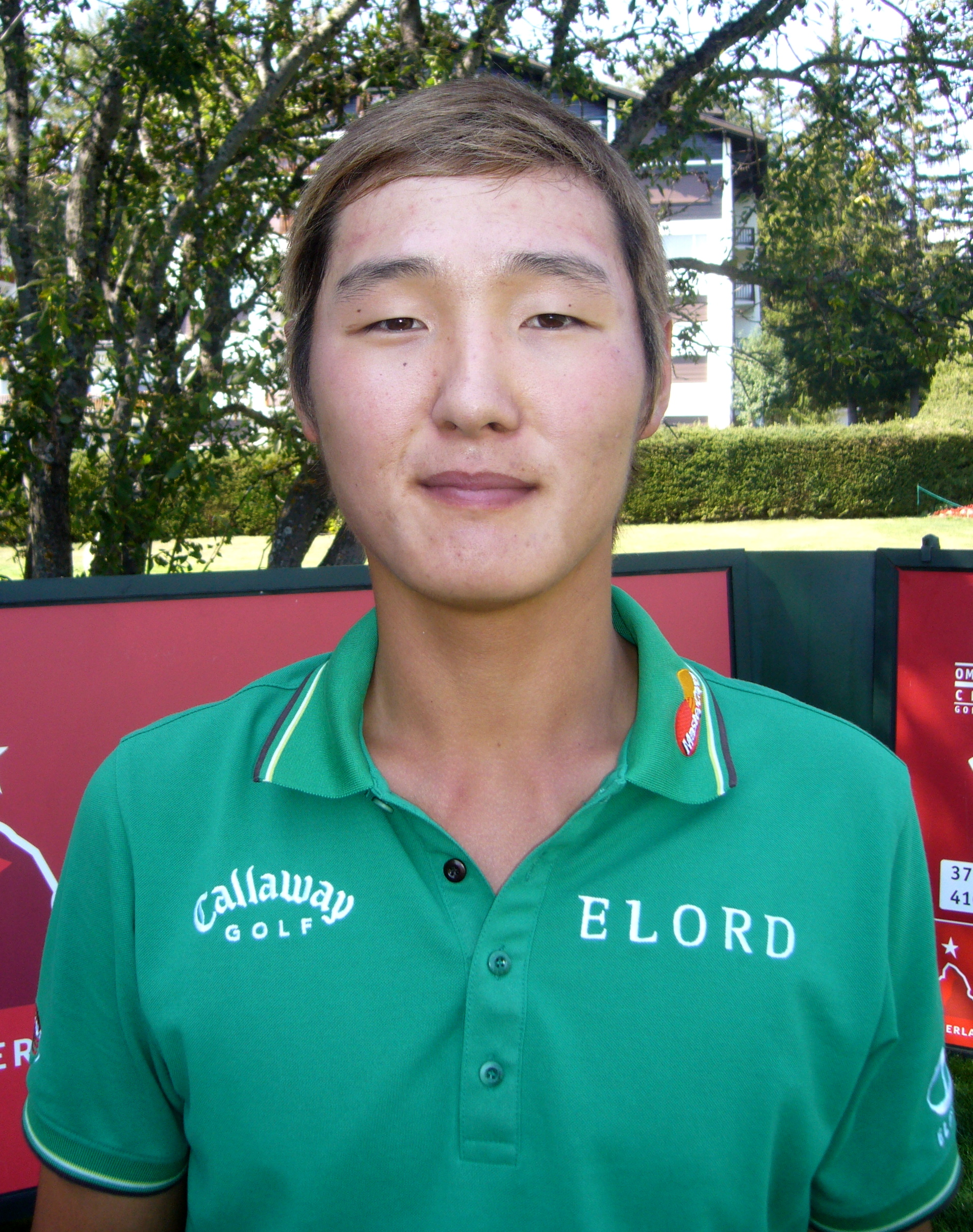
Danny Lee, 34 weken aan de top

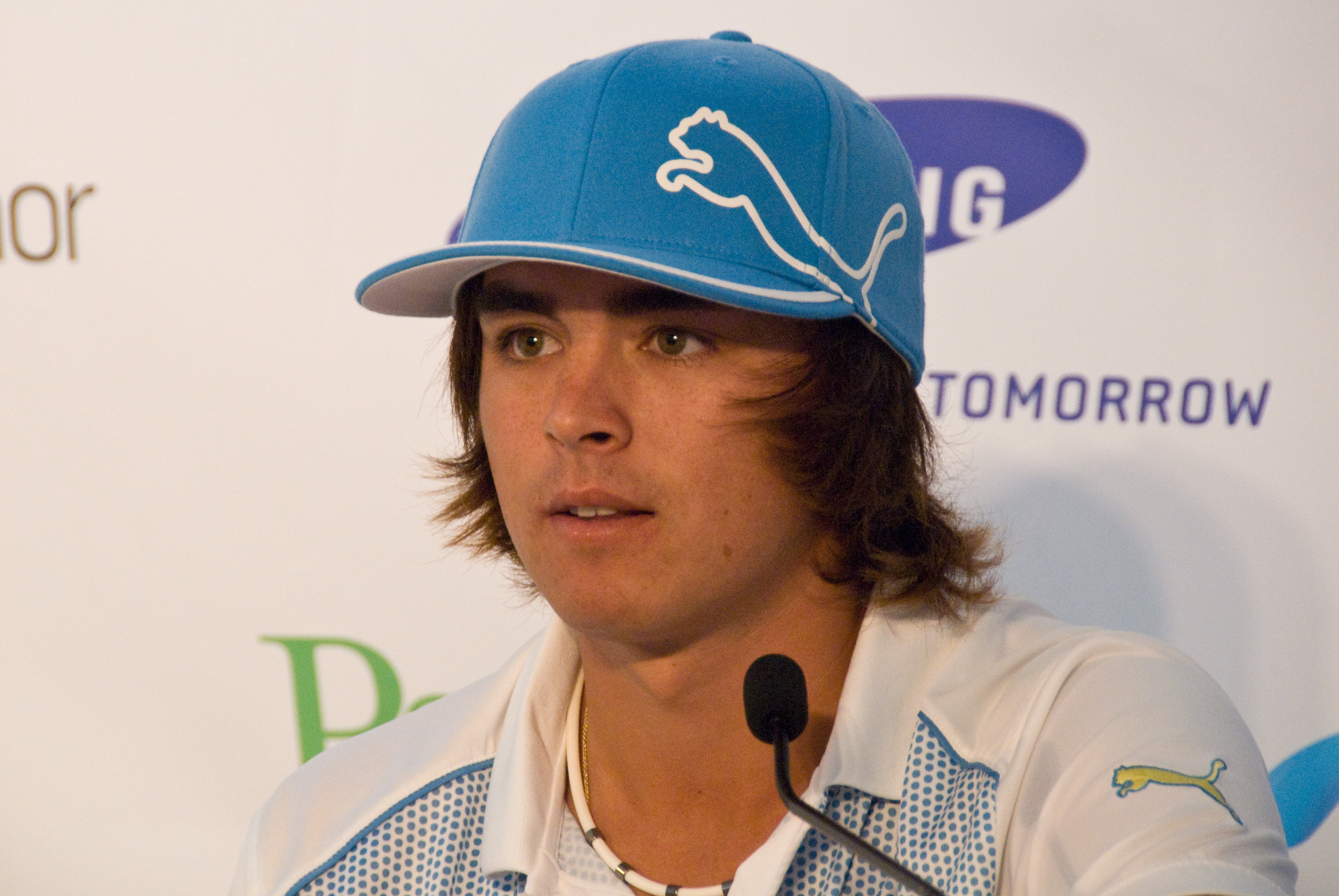
Rickie Fowler, 22 weken aan de top

| Player           | Van         | Tot         | Weken |
| ---------------- | ----------- | ----------- | ----- |
| Richie Ramsay    | 23 jan 2007 | 30 jan 2007 | 2     |
| Rory McIlroy     | 6 feb 2007  | 6 feb 2007  | 1     |
| Jamie Moul       | 13 feb 2007 | 30 mei 2007 | 17    |
| Jamie Lovemark   | 6 jun 2007  | 6 jun 2007  | 1     |
| Jamie Moul       | 13 jun 2007 | 13 jun 2007 | 1     |
| Jamie Lovemark   | 20 jun 2007 | 3 aug 2007  | 7     |
| Rickie Fowler    | 7 aug 2007  | 21 aug 2007 | 3     |
| Colt Knost       | 29 aug 2007 | 24 sep 2007 | 5     |
| Rickie Fowler    | 5 okt 2007  | 27 feb 2008 | 22    |
| Daniel Willett   | 5 mrt 2008  | 21 mei 2008 | 12    |
| Rickie Fowler    | 28 mei 2008 | 25 jun 2008 | 5     |
| Michael Thompson | 2 jul 2008  | 2 jul 2008  | 1     |
| Rickie Fowler    | 9 jul 2008  | 13 aug 2008 | 6     |
| Danny Lee        | 20 aug 2008 | 15 apr 2009 | 34    |
| Scott Arnold     | 23 apr 2009 | 20 mei 2009 | 5     |
| Morgan Hoffmann  | 27 mei 2009 | 10 jun 2009 | 2     |
| Nick Taylor      | 17 jun 2009 | 28 okt 2009 | 20    |
| Victor Dubuisson | 4 nov 2009  | 23 dec 2009 | 8     |
| Matteo Manassero | 30 dec 2009 | 28 apr 2010 | 18    |
| Peter Uihlein    | 5 mei 2010  | 16 jun 2010 | 7     |
| Jin Jeong        | 23 jun 2010 | 30 jun 2010 | 2     |
| Peter Uihlein    | 7 jul 2010  | 21 jul 2010 | 3     |
| Jin Jeong        | 28 jul 2010 | 11 aug 2010 | 3     |
| Peter Uihlein    | 18 aug 2010 | 22 dec 2010 | 19    |
| David Chung      | 29 dec 2010 | 5 jan 2011  | 2     |
| Peter Uihlein    | 12 jan 2011 | 16 mrt 2011 | 39    |
| Patrick Cantlay  | 23 mrt 2011 | 30 mrt 2011 | 1     |
| Peter Uihlein    | 30 mrt 2011 | 1 juni 2011 | 49    |
| Patrick Cantlay  | 8 juni 2011 |             |       |

- Europese Amateur Ranking
- Wereldranglijst